# Аплодисменты

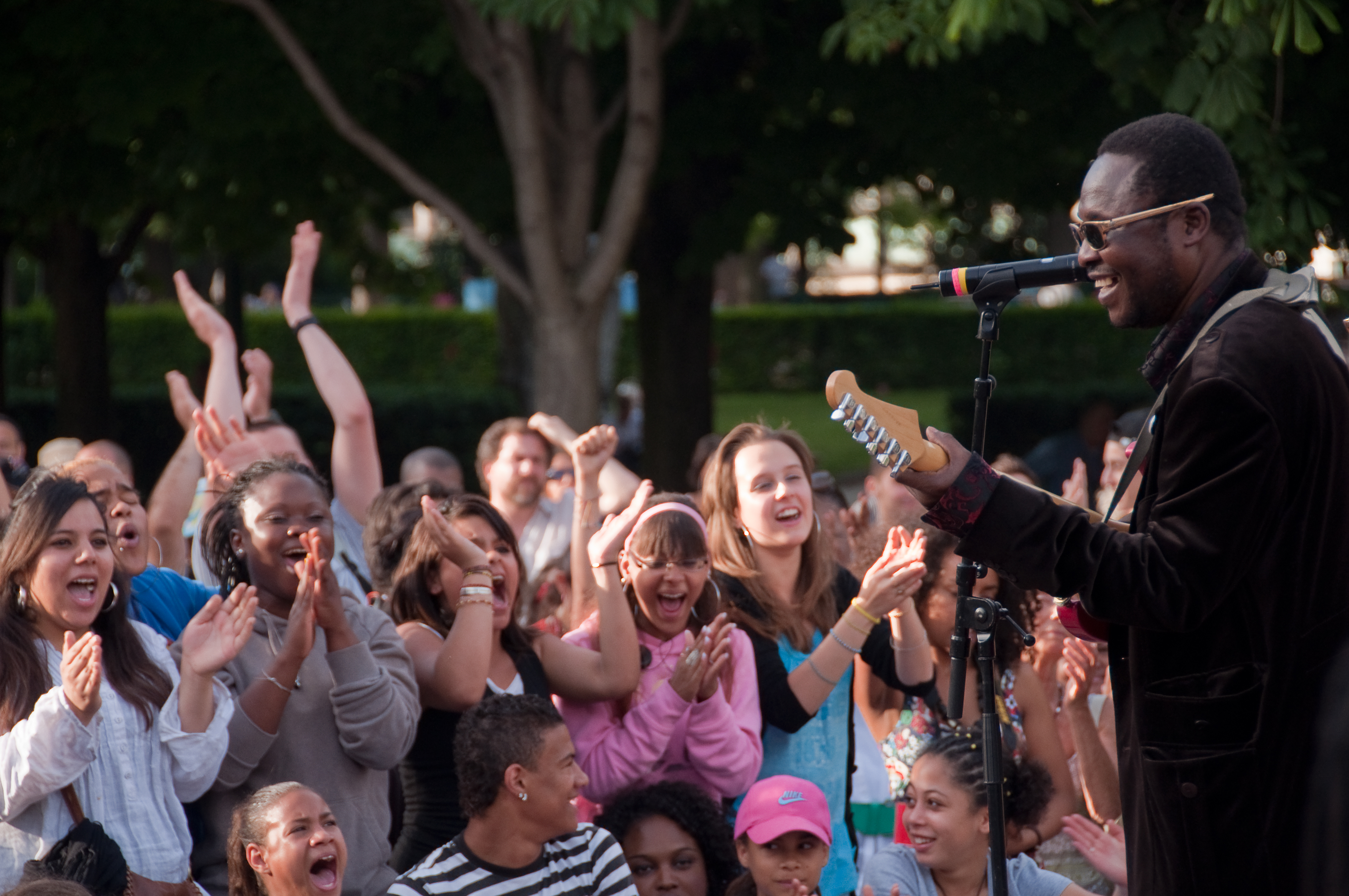
Аплодисменты

Аплодисме́нты или аплоди́рование (лат. applausus, plaudere — в буквальном смысле хлопанье в ладоши) — как правило — одобрение, выражаемое публикой рукоплесканием при различного рода зрелищах и представлениях, даваемых на сценических площадках, а также во время спортивных соревнований, церемоний награждений, произнесения речей и т. д. Бурные аплодисменты, сопровождающиеся криками «браво», «брависсимо» (от итал. bravo — отлично, bravissimo — отличнейший) называются овацией (лат. ovatio — ликование), которая может быть стоячей в знак особого восторга или уважения перед тем, кому она предназначена. В некоторых странах аплодисменты также сопровождаются топанием ног.
Во время музыкальных выступлений аплодисменты между частями одной симфонии или сюиты противоречат этикету. Во время театральных выступлений, помимо приветствия аплодисментами выхода на сцену примы театра, приветствуются мастерски исполненные технические приёмы высшей сложности (например, взятие высокой ноты в опере или исполнение фуэте в балете). Нередко аплодисменты сопровождаются выкрикиванием «Бис!» (лат. bis — буквально «дважды»), тем самым выражая желание, чтобы понравившееся действие было повторено. «На бис», порой по нескольку раз, после удачного выступления вызывают и актёров, и музыкантов.
В случае задержки начала спектакля аплодисменты публики в зале, как правило, означают нетерпение и требование немедленно начать выступление. Также существует традиция аплодисментами провожать артиста в последний путь.
Тысячи незнакомых людей могут синхронизировать аплодисменты из-за врождённого чувства ритма.

## История

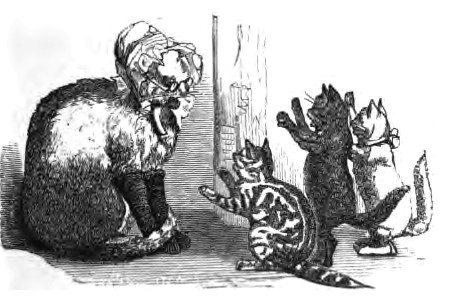
Кошка-учительница поймала мышь, котята ей аплодируют. Иллюстрация 1863 года

Аплодирование различной силы распространено во многих культурах и неизвестно, когда появилось. Возможно, в доисторическую эпоху, как вид акомпанемента при пении. Вероятно, ладони, ступни и голос были первыми музыкальными «инструментами» человечества. Хлопая в ладони, певцы поддерживали (общий) ритм и акцентуацию мелодии.
Согласно Энциклопедическому словарю Брокгауза и Ефрона, древние греки не знали аплодисментов и впервые аплодирование вошло в традицию в Древнем Риме, возведшему аплодисменты в специальность и разделявшему их на bombi — шум, похожий на жужжание пчёл, imbrices — подражание падающему на крыши дождю и testae — подражание треску разбивающихся глиняных сосудов.
Римские писатели Тит Макций Плавт и Публий Теренций Афр практически всегда оканчивали свои пьесы словами: plaudite, cives («хлопайте, граждане»). Римляне же ввели профессию наёмных хлопальщиков, которые являлись одной из непременных принадлежностей любого популярного цирка и амфитеатра. Гистрионы, мимы, гладиаторы, шуты, любимые авторы и певцы всегда встречались шумными рукоплесканиями, сопровождавшимися криком зрителей (acclamatio), a иногда и качанием (surrectio).
Римский император I века Нерон Клавдий Цезарь Друз Германик, любивший петь и участвовать в соревнованиях поэтов, обладал сильною страстью к аплодисментам и требовал от подданных, чтобы ему аплодировали, когда он декламировал свои вирши или пел. Известен случай, когда он даже казнил одного оратора, отказавшегося аплодировать его выступлению.
Публий Корнелий Тацит, Сенека Старший и другие римские писатели-классики и ораторы негативно воспринимали страсть иных к аплодисментам, и крайне презрительно относились к тем, кто пользовался услугами наёмных хлопальщиков, ходивших за софистами и ораторами и аплодировавших своим патронам.
Выражение восторга маханием платков и шляп тоже имеет своё начало в Риме, где страстные любители зрелищ, истощив все способы выражать одобрение аплодисментами, стали махать концами тог вместо хлопанья в ладоши, а император Аврелиан раздавал зрителям куски ткани, которыми они должны были махать, дабы выразить одобрение выступающим.
В первые времена христианства аплодисменты привились и в церкви, где толпа рукоплескала проповедям священослужителей с таким же рвением, как и актёрам на театральных подмостках. Этот обычай осуждал Авл Геллий в своих «Аттических ночах» (книга V, глава I), говоря, что «аплодирование философу приравнивает его к флейтисту, забавляющему наш слух». Иоанн Златоуст старался прекратить его церковными постановлениями.

## В Европе

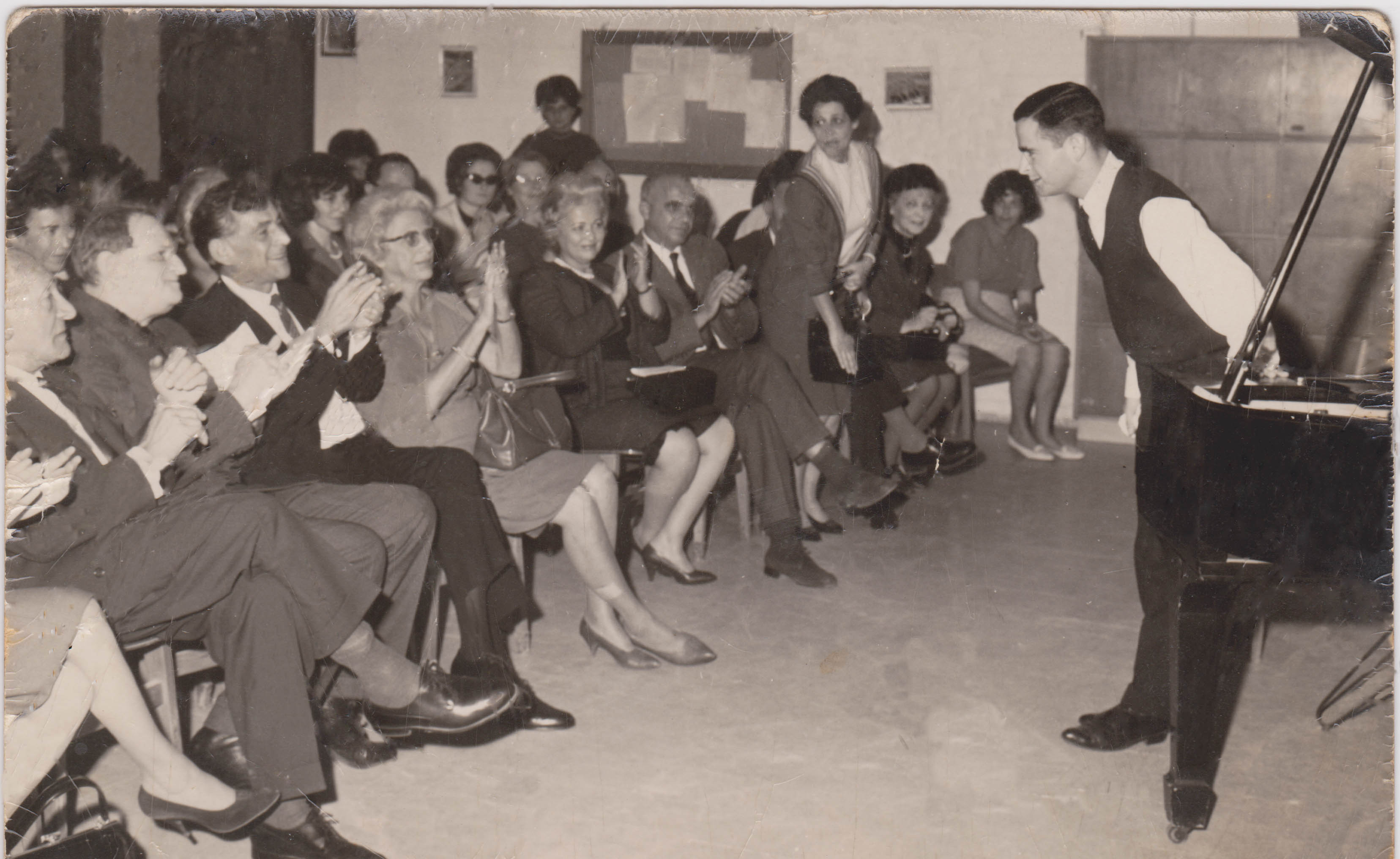
Аплодисменты публики, 1964 год

В Париже наёмных хлопальщиков называли «клакёрами» (от фр. claque, буквально «лёгкое хлопанье в ладоши»), «рыцарями люстры» (так как они помещались в театре под люстрой, где самые дешёвые места), а также «римлянами» (по происхождению от римлян). У них имелась своя особая организация и свой руководитель. В 1901 году в одной из миланских газет было опубликовано письмо Фёдора Шаляпина, которому предстояло выступать в театре Ла Скала: «Ко мне в дом явился какой-то шеф клаки, — писал Шаляпин, — и предлагал купить аплодисменты. Я аплодисментов никогда не покупал, да это и не в наших нравах. Я привёз публике своё художественное создание и хочу её, только её свободного приговора: хорошо это или дурно. Мне говорят, что клака — это обычай страны. Этому обычаю я подчиняться не желаю. На мой взгляд, это какой-то разбой».

## В России
Обычай рукоплескать авторам впервые был документально отмечен в «Российской театральной летописи» 8 февраля 1784 года, на премьере трагедии Якова Княжнина «Росслав». Публика была в восторге от произведения и настойчиво требовала на сцену автора, что было тогда новостью. Я. Б. Княжнин не знал, что делать. Его выручил актёр Иван Дмитревский, который вышел на сцену и объяснил зрителям, что автору весьма лестно такое одобрение, но так как его нет в театре, то он в качестве почитателя и друга его осмеливается принести публике благодарность.
В XIX веке в казённых учебных заведениях Российской империи аплодисменты были запрещены законом.
В XX веке в СССР появилось клишированное выражение «бурные, продолжительные аплодисменты, переходящие в овацию».